# Battexey
Battexey är en kommun i departementet Vosges i regionen Grand Est (tidigare regionen Lorraine) i nordöstra Frankrike. Kommunen ligger i kantonen Charmes som tillhör arrondissementet Épinal. År 2022 hade Battexey 34 invånare.

## Befolkningsutveckling
Antalet invånare i kommunen Battexey
| Referens: INSEE |